# Trolejbusy w Tarazie
Trolejbusy w Tarazie − system komunikacji trolejbusowej w Taraz w Kazachstanie. 
Trolejbusy w Tarazie uruchomiono w kwietniu 1979. Maksymalna liczba linii wynosiła 10 linii. Linię 9 i 10 zamknięto w 2008. W 2007 planowano kupić 6 nowych trolejbusów БТЗ-5276 (BTZ-5276) i reaktywować linię nr 7. Jednak nie zrealizowano tych planów.